# ミルコ・スロムカ
ミルコ・スロムカ（Mirko Slomka、1967年9月12日 - ）は、ドイツ・ヒルデスハイム出身のサッカー指導者。

## 監督経歴

### 初期: ハノーファー96、テニス・ボルシア・ベルリンにて
1989年から1999年まで、後の代表選手になるゲーラルド・アサモア、セバスティアン・ケール、ペア・メルテザッカー、ファビアン・エルンストがいたハノーファー96のユースチームを率いた。1999年からテニス・ボルシア・ベルリンのユース・コーディネータを担当。2000年当時2部リーグに所属していたテニス・ボルシア・ベルリンは同リーグでのクラブ・ライセンスを剥奪され、レギオナールリーガに移った。後にほぼ全ての選手がチームを去った。そのような厳しい中、2000年7月19日監督を引き受ける。1週間以内にシーズン開始に向けてほぼ全ての選手を新たに編成しなければならなかった。
2001年から2004年までブンデスリーガのハノーファー96でラルフ・ラングニックの下でトップチームのコーチを担当する。

### シャルケ04
2004年10月1日から2008年8月5日までブンデスリーガのシャルケ04と契約を結ぶ。差し当たりラルフ・ラングニック監督のアシスタントとしてトップチームのトレーニング担当になる。2006年1月4日、シャルケ04の監督に就任。2005-06シーズン後半、UEFAカップ 2005-06の準決勝で、当大会で優勝するセビージャFCと延長戦にもつれ込む激闘を交わす。ブンデスリーガでは4位の好成績を残す。
2006年11月、弱冠20歳のマヌエル・ノイアーを正GKに抜擢し、チーム改善に成功する。13試合で11勝し、数か月に渡って首位を独走した。同シーズン、チームを準優勝に導く。
2007-08シーズンのUEFAチャンピオンズリーグ 2007-08ではチームを準決勝進出まで導き、FCバルセロナと接戦を繰り広げた。
2006年から2008年までドイツにおいて、1試合平均勝ち点1.8を記録しオットマー・ヒッツフェルトに次ぐ成績で、最も成功した監督の一人に数えられた。
2008年9月にはドイツ人監督ベルント・シュスターの下1週間に渡りレアル・マドリードでさらなる研鑽を積んだ。

### ハノーファー96
2010年1月19日、ハノーファー96の監督に就任。この時点でチームは2009-10シーズン第18節で16位、降格の危機にあった。シーズン最終戦で同じく残留争いをしていたVfLボーフムに3-0で勝利し、チームをブンデスリーガに残留させた。
2010-11シーズン第5節でヴェルダー・ブレーメンに4-1で勝利し、ブンデスリーガ監督として100試合目で50勝を手にした。シーズン前半は好調を維持し、クラブ史上最高位となる3位で折り返した。2011年1月25日、2年の延長契約を結ぶ。同シーズンを4位で終え、クラブとしては19年ぶりにUEFAヨーロッパリーグの出場権を獲得する。
2011-12シーズン前半は上位を維持する。UEFAヨーロッパリーグ 2011-12のプレーオフラウンドでセビージャFCに勝利し、グループリーグ進出を決める。グループラウンドでスタンダール・リエージュに次ぐ2位で通過し、決勝トーナメントへ進出する。クラブ・ブルッヘ、スタンダール・リエージュに勝利し、同大会で優勝するアトレティコ・マドリードに惜敗するがチームを準々決勝まで導いた。国内リーグはシーズン7位で終えるがUEFAヨーロッパリーグの出場権を獲得する（2011-12シーズンのドイツカップ決勝出場2チームのUEFAチャンピオンズリーグ出場が決まっていたため）。
2012-13シーズンもUEFAヨーロッパリーグ出場資格を得られる順位に長らく位置していた。2012-13シーズンのUEFAヨーロッパリーグではグループステージを首位で通過し、チームをラウンド32まで導く。2012年12月、2016年夏まで契約が延長された。

### ハンブルガーSV
2014年2月17日、51年以来最悪の17位に沈んでいたブンデスリーガ所属ハンブルガーSVの監督に就任。ブンデスリーガ2部でも該当する、2016年6月30日までの契約にサインする。

### カールスルーエSC
2016-17シーズンのウィンターブレイクが始まってすぐ、ブンデスリーガ2部所属のカールスルーエSCの監督に就任（当時、リーグ15位）。
2016年12月22日、2018年6月までの契約を結び、2017年1月3日にチームと合流、始動した。

### 再びハノーファー96へ
2019-20シーズン、ブンデスリーガ2部所属のハノーファー96へ戻り、監督に就任。

## 個人
- 父カール-ハインツは2007年まで審判を務めた。キーパーコーチとユースの監督をしていたTuSリューンデで2010年年間最優秀スポーツ賞を受賞した。
- 父の指導の下、兄のマリオとともにプレーしていた。
- 妻、娘、息子とハノーファーに在住。
- ザルシュテート・ギムナジウムで大学入学資格を取り、教育大学で数学とスポーツを学んだ。
- 2008年、ゲルト・ミットリング、ノルベルト・ヴァルター、バーバラ・マイアーらと共にその年の「数学大使」に任命された。
- 「Lesestart Hannover」クラブの名誉会員。
- 2013年以来「Show Racism the Red Card」（反人種差別の団体）や「Kinderturnstiftung」（子供の運動を推奨する財団）など社会・文化活動にも積極的に参加し、貢献している。
- UEFAヨーロッパリーグやUEFA欧州選手権のコメンテーターとしても活躍している。
- 2020年からはAmazon Prime Videoでブンデスリーガのコメンテーターも務めている。